# 632
سنة 632 ميلاديَّة ( DCXXXII ) كانت سنة كبيسة تبدأ يوم الأربعاء (يظهر الرابط التقويم الكامل) من التقويم اليولياني. تم استخدام التسمية 632 لهذا العام منذ أوائل العصور الوسطى، عندما أصبح عصر تقويم بعد الميلاد هو الطريقة السائدة في أوروبا لتسمية السنوات.

## الأحداث

### حسب المكان

#### شبه الجزيرة العربية
- 18 مارس (تقريبياً) - النبي محمد يلقي خطبته الأخيرة للمسلمين، بعد أدائه حجته الأولى والأخيرة والمعروفة أكثر بإسم حجة الوداع.
- 8 يونيو - وفاة النبي محمد عن عمر يناهز 63 عاماً.
- 8 يونيو - أبو بكر الصديق يصبح خليفة رسول الله محمد بن عبد الله ليتم تأسيس الخلافة الراشدة.
- بداية حروب الردة وانطلاق سلسلة من الحملات العسكرية ضد القبائل العربية المرتدة والتي انتهت بعد حوالي سنة لصالح الخلافة الراشدة.
- انطلاق سرية أسامة بن زيد كما أراد انطلاقها النبي محمد وذلك بتوجيهات من خليفته أبو بكر الصديق بإتجاه الإمبراطورية البيزنطية.
- سبتمبر - معركة بزاخة، حيث تمكن القائد المسلم خالد بن الوليد على رأس 6 آلاف مقاتل من هزيمة المرتدين بقيادة طليحة بن خويلد الأسدي بالقرب من حائل.
- ديسمبر - معركة اليمامة، حيث تمكن الجيش الإسلامي من هزيمة جيش مسيلمة الكذاب في سهل اليمامة البالغ عدده ما يزيد عن 40 ألف مقاتل.

### بلاد فارس
- يونيو - يزدجرد الثالث، البالغ من العمر 8 سنوات، يُعين شاه على الإمبراطورية الساسانية الفارسية، ليكون في النهاية آخر حاكم للإمبراطورية بعد سقوطها بيد العرب المسلمين.

### أوروبا
- أبريل اغتيال الملك تشاريبرت الثاني في بلاي (جيروند)، (ربما بناءً على أوامر من أخيه غير الشقيق داغوبيرت الأول)، مع ابنه الرضيع. داغوبيرت الأول يطالب آكيتاين وجاسكوني، ليصبح أقوى ملك ميروفنجي في الغرب.
- كجزء من تمرد سامو ، قاد ألسيوكوس 9000 بلغاري من بانونيا إلى اللجوء إلى داغوبيرت (الذي ذبحهم)، ثم استقر مع 700 ناجٍ مع الونديين، تحت حماية والوك.
- كوبرات حاكم عشيرة دولو، يستولي على السلطة من الآفار البانونيين ويؤسس بلغاريا العظمى القديمة في منطقة كومانيا السوداء. ويمتد حكم كوبرات من داسيا إلى بولتافا.[1]

### أرمينيا
- حدوث زلزال في أرمينيا، وتحديداً في منطقة المرتفعات الأرمنية.\

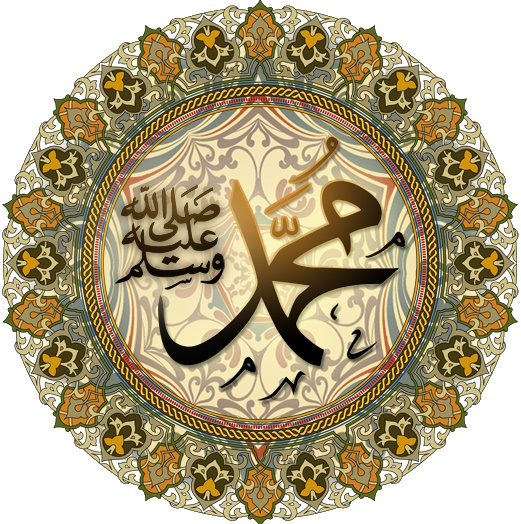

## مواليد
- المهلب بن أبي صفرة
- مسلم بن عقيل بن أبي طالب
- المحسن بن علي بن أبي طالب

## وفيات
- النبي محمد بن عبد الله
- فاطمة الزهراء بنت النبي محمد
- إبراهيم بن النبي محمد
- المحسن بن علي بن أبي طالب
- زيد بن الخطاب، من الصحابة الأولين
- أبو حذيفة بن عتبة، من الصحابة الأولين
- شجاع بن وهب، صحابي بدري
- عبد الله بن سهيل، صحابي بدري
- أبو دجانة الأنصاري، صحابي بدري
- سالم مولى أبي حذيفة، صحابي
- أصحمة النجاشي، حاكم الحبشة
- مسيلمة بن حبيب، مدعي النبوة
- إدوين ملك نورثمبريا